# Chiasmocleis devriesi
Espèce
Statut de conservation UICN

 LC  : Préoccupation mineure
Chiasmocleis devriesi est une espèce d'amphibiens de la famille des Microhylidae.

## Répartition
Cette espèce est endémique de la région de Loreto au Pérou. Elle n'est connue que dans sa localité type à 102 m d'altitude et à environ 65 km au Nord-Est d'Iquitos,.

## Étymologie
Cette espèce est nommée en l'honneur de Philip J. DeVries.

## Publication originale
- Funk & Cannatella, 2009 : A new, large species of Chiasmocleis Méhelÿ 1904 (Anura: Microhylidae) from the Iquitos region, Amazonian Peru. Zootaxa, no 2247, p. 37-50.